# ГЕС Rǒnggè
ГЕС Rǒnggè (冗各水电站) — гідроелектростанція на півдні Китаю у провінції Ґуйчжоу. Знаходячись після ГЕС Shuānghékǒu, входить до складу каскаду на річці Mengjiang, лівій притоці Hongshui (разом з Qian, Xun та Сі утворює основну течію річкової системи Сіцзян, котра завершується в затоці Південно-Китайського моря між Гуанчжоу та Гонконгом).
В межах проекту річку перекрили бетонною греблею висотою 83 метра, яка утримує водосховище з об’ємом 29,7 млн м3.
Неподалік від греблі на лівобережжі облаштований підземний машинний зал, в якому встановлено три турбіни потужністю по 30 МВт.